# Tudorerövringen av Irland

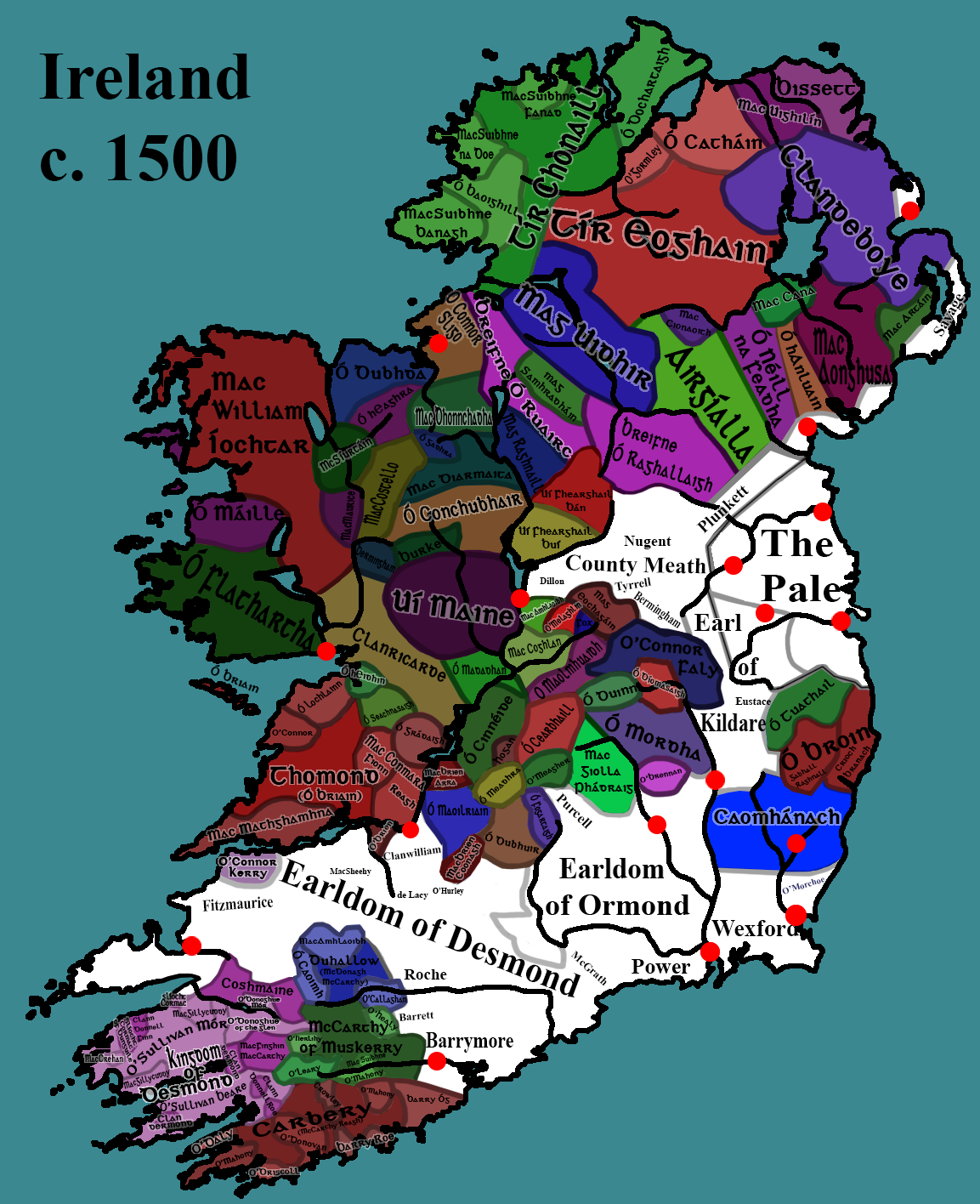
Politisk karta över Irland cirka 1500.

Tudorerövringen av Irland ägde rum mellan 1536 och 1607 och innebar fullbordan av engelsmännens erövring av Irland.
Englands erövring av Irland påbörjades genom normandernas invasion av Irland år 1171, då delar av östra Irland runt Dublin lades under engelskt styre som Lordship of Ireland. Denna erövring avstannade dock på 1300-talet, och det Gaeliska Irlands småkungar eller klanhövdingar återtog kontrollen över större delen av Irland. Tudorerövringen innebar att engelsmännen återupptog den engelska erövringen av Irland, vilket skedde efter ett uppror, varpå Henrik VIII utropades till kung av Irland genom Crown of Ireland Act 1542. 
Erövringen innebar en assimilering av den gaeliska adeln genom "surrender and regrant"; att konfiskera  land från irländare som inte ville underkasta sig och dela ut den till brittiska kolonister; att införa engelsk lag och språk i de erövrade områdena; och att införa den protestantiska reformationen genom att stänga klostren, förbjuda katolicismen och införa anglikanismen. Erövringen mötte motstånd i form av Desmondupproren (1569–1573 och 1579–1583) och Nioårskriget (1594–1603). 
År 1603 hade erövringen av Irland slutligen fullbordats. Jarlarnas flykt 1607 avlägsnade slutligen all inhemsk elit från Irland och ersatte den med den så kallade Protestant Ascendancy.